# Mercedes-Benz GL-Klasse
De Mercedes-Benz GL-Klasse is een SUV van Mercedes-Benz. In 2006 kwam de eerste generatie op de markt, een wagen die sterk verwant was met de Mercedes-Benz M-Klasse. In 2012 wordt deze vervangen door een tweede generatie, opnieuw een afstammeling van de M-Klasse.
De meeste GL's worden gebouwd door Mercedes-Benz Tuscaloosa in de Verenigde Staten. Een minderheid wordt in Duitsland geassembleerd.

## Generaties
- Mercedes-Benz X164 (2006-2012)
- Mercedes-Benz X166 (2012-2019)
- Mercedes-Benz X167 (vanaf 2019)